# Іван Золотоустий
Іва́н Золотоу́стий (у церковній літературі також вживається Йоа́н/Іоа́н/Іоа́нн, Золотоу́ст/Златоу́ст/Златоу́стий) (дав.-гр. Ἰωάννης ὁ Χρυσόστομος; англ. John Chrysostom; 347, Антіохія — 14 вересня 407 р., Комани Понтійські) — архієпископ Константинопольський, блискучий оратор, адвокат і релігійний полеміст, надзвичайна за колоритом постать, яка виділяється серед низки непересічних мислителів й проповідників Християнської церкви. Святий, прославлений у лику святителів, учителів і чудотворців. Почесні титули: «Вселенський Учитель» і «Золотоустий»; останній титул — офіційно закріплений Церквою на Халкедонському соборі у V сторіччі та отриманий святим за надзвичайне красномовство. Понині в церквах відправляється Літургія Іоанна Золотоустого. Разом із Григорієм Богословом і Василій Великий вважається одним із трьох головних Отців Церкви у православ'ї та у східних католицьких церквах. В католицькій церкві відноситься до Учителів Церкви.

## Народження та ранні роки в Антіохії
Іван Золотоустий народився 347 року в Антіохії (тодішній столиці Сирії) на Сінгонській вулиці, де, за переказами, певний час жив апостол Павло. У той час близько половини з 200 тисяч антіохійців вважали себе християнами. Батьки Золотоустого також сповідували християнство; батько Івана був значним воєначальником, але помер, коли Іван був ще дитиною, тому виховувала майбутнього святого мати — Анфуса. Вона всю себе присвятила синові, а головне, вона розуміла важливість навчання. Оскільки у той час, за розпорядженням імператора Юліана, у християнських школах заборонялося викладання вищих наук, вона змушена була віддати Івана на навчання до язичницьких вчителів, перед тим виховавши в синові любов до своєї віри та посіявши у його душі знання Священного Писання.

## Навчання риториці у Ліванія
Коли Івану виповнилося шістнадцять років, його вчителем став знаменитий учитель красномовства, софіст Лібаній — «останній ідеолог муніципальної аристократії», як назвав його відомий дослідник Георгій Курбатов. Ліваній свого часу риторичну освіту здобув в Афінах, викладав у Константинополі, а його працями захоплювався навіть імператор. Існує переказ, ніби великий античний красномовець уже на смертному одрі зізнався, що назвав би Івана своїм наступником, якби його не «вкрали» християни. Риторська освіта в ті часи була майже тотожною юридичній освіті.

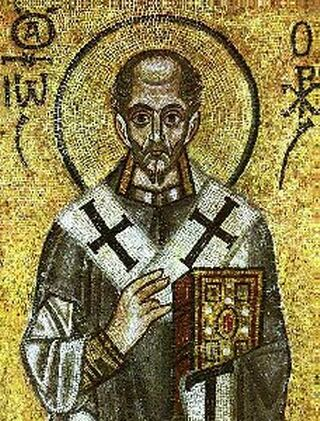
Іван Золотоустий

Золотоустий не був сліпим учнем. Він інакше підійшов до мистецтва краси слова. «Святе Письмо не прагне до краси слів або їх поєднання, воно має в собі Божественну благодать, яка повідомляє блиск і красу словам його», — зауважував він. Уже з цієї цитати видно (не кажучи про глибинний аналіз текстів промов), що Іван засвоївши всю класичну, та, до певної міри, на той час схоластичну систему вміння добре говорити, змістив акценти та запропонував свій підхід до цього виду мистецтва. Він повністю відкидав, коли на перше місце ставилася форма побудови речень і тексту. Для нього важливішим є не чіткий розрахунок, а «Божественна благодать», тобто замість раціонального виступає уперед інтуїтивне, підсвідоме, ірраціональне. Отож і не дивно, що Золотоустий, ставши єпископом, сприймав свій талант до красномовства лише як засіб нести до людей Слово Боже. Майже всі численні праці його, які дійшли до наших днів, є усними виступами, записаними стенографами та відредаговані автором. У Російській імперії 1898 року було здійснене повне видання творів Івана Золотоустого, яке нараховувало дванадцять томів.

## Адвокатська практика
Двадцятирічний святитель, закінчивши курс навчання, не одразу пішов шляхом служіння Богові — він зайнявся адвокатською практикою. На той час ця професія для людини, що володіла словом і мала амбіції, давала змогу легко досягнути успіху. Серед отців Церкви, які пройшли такий же шлях, були: Василій Великий і Амвросій Медіоланський.
Це зайняття одразу ввело Івана у бурхливу круговерть життя, і він став обличчям до того світу неправди, підступів, образ і поневолень, ворожості та брехні, сліз і злорадств, із яких складається звичайне життя людей і яких він не знав у мирному домі своєї благочестивої матері. Це зворотний бік життя, хоча й був чужим його незіпсованій душі, одначе дав йому можливість познайомитися з тією прірвою неправди і пороків, яка часто прикривається брехнею та лицемірством, але на суді виступає у всій своїй потворності, і ця саме суддівська діяльність і дала Іванові пізніше можливість змальовувати пороки з такою нещадністю, яка, оголюючи їх у всій мерзотності, тим самим породжувала невимушену відразу до них. Адвокатство, разом із тим, привчило його до публічного ораторства, і він зразу виявив на цій ниві такі блискучі успіхи, що ним захоплювався його старий учитель Ліваній. Молодого адвоката, вочевидь, очікувало блискуче майбуття: його ораторство здобувало йому широку популярність, яка давала йому великі кошти, разом із тим відкривало дорогу до вищих державних посад,
— так пишуть про цей період життя Золотоустого дослідники. Вони навіть не приховують, що тоді майбутній святий міг регулярно разом із друзями відвідувати цирк, інші видовища, вести не надто благочестивий спосіб життя.
Відомий факт, що Ліваній, читаючи ще школярські промови Івана, не втримався та вигукнув: «Щасливі імператори, що царюють у такий час, коли світ має такого дивовижного письменника», і додав, що його учень у промові «з мистецтвом судового слова поєднав силу ораторських доказів»!

### Рішення про прийняттячернецтва
Після кількох років адвокатської практики Іван твердо вирішив змінити світський одяг на чорне вбрання християнина. Сталося це під впливом його товариша дитинства — Василя, який був ченцем. Пізніше у своїй відомій книзі «Про священство» він так згадував свого приятеля, що зумів вплинути на його вибір:
Багато було у мене друзів, щирих і вірних, які знали та непорушно дотримувалися законів дружби, але з багатьох один перевищував усіх інших любов'ю до мене. Він завжди був спільним супутником моїм: ми вчилися одним наукам і мали одних і тих учителів; з однаковим бажанням і ревністю займалися красномовством і однакові мали бажання, що витікали з однакових занять.

## Прийняття хрещення
Під впливом праведного життя свого друга Іван Золотоуст відкрив і для себе церковний світ. Прийнявши хрещення у двадцять два роки (близько 370 року), Іван назавжди зв'язав себе з Церквою та служінням Богові та людям. Він закрився в будинку матері та постійно молився. Колишній красномовець узяв на себе навіть обітницю утримання від розмов. Бажаючи ще більше наблизити душу до Бога, Іван провів близько шести років спершу пустельником (починаючи з орієнтовно 375 року), а потім живучи в печері, де упокорював тіло та безперестанно молився. По поверненню до рідної Антіохії, єпископ Мелетій рукопоклав Івана у дияконський сан у 381 році, а коли йому виповнилося 39 років, він був висвячений у пресвітери архієпископом Флавіаном (у 386 році). Тоді ж Іван став відомий пастві, як церковний оратор, бо до того звертався до неї з роздумами на релігійні теми тільки письмово. На свою шалену популярність як проповідника він реагував стримано, кажучи: «Не потрібні мені ні оплески, ні хвилювання, ні вигуки. Одного бажаю: аби, слухаючи безмовно, виконували мовлене. Це для мене оплески, це для мене похвала» [джерело?].

## Висвячення в архієпископи
26 лютого 398 року Іван був висвячений патріархом Александрійським Феофілом у храмі Святої Софії Царгородської у сан архієпископа Константинопольського. Він не бажав цього підвищення та не хотів розлучатися зі своєю батьківщиною. Знаючи це, сановники імператора Аркадія, який прагнув бачити на патріаршому престолі чудового оратора, виманили Івана за місто під приводом відвідання святих місць, посадили в колісницю та проти волі привезли до столиці, де Аркадій особисто у багряній палаті імператорського палацу, повідомив свою волю.

## У сані Константинопольського патріарха

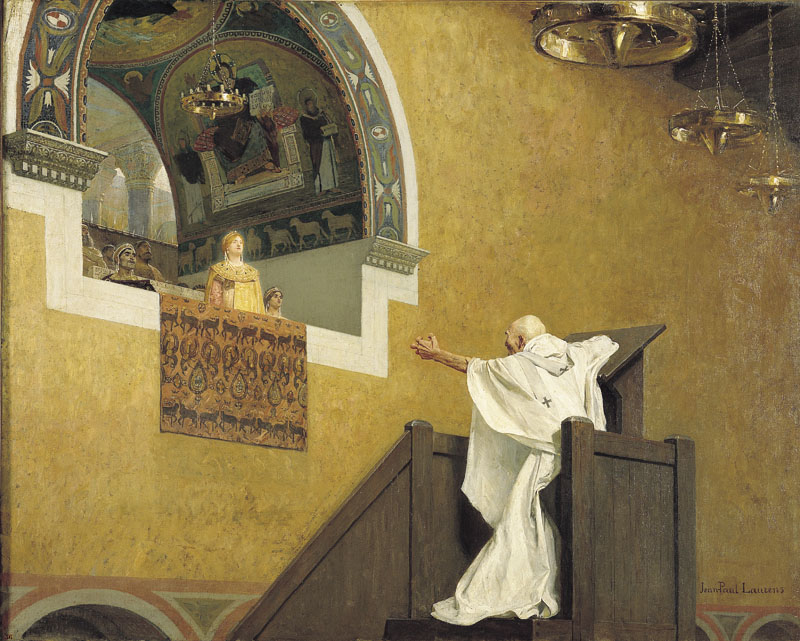
Іван Золотоустий перед імператрицею Євдоксією. Жан-Поль Лоран, 1880 р.

У Константинополі правління на найвищому церковному престолі імперії Золотоустий почав із радикальних кроків, обумовлених його любов'ю до аскетичного способу життя. За свідченням історичних джерел, він наказав винести з багатих патріарших покоїв (їх розкіш пов'язувалася з загальним прагненням візантійців до блиску): килими, коштовні меблі, різні прикраси та продати їх. На отримані гроші побудував дві лікарні, а що залишилося — роздав жебракам і знедоленим. Такі реформи тодішньою константинопольською верхівкою сприймалися неоднозначно, передусім вона бачила в нововведеннях загравання патріарха з біднотою. Крім того, Іван постійно докучав заможній частині імперської столиці критичними, гострими проповідями, в яких засуджував їх пишний спосіб життя та закликав дбати про своїх знедолених братів у вірі. Особливо його зауваження були направлені на придворних дам, які з'являлися до храму на службу Божу нафарбованими та просто потопали у прикрасах. Він викривав за неправедний, з погляду Християнства спосіб життя, навіть імператрицю Елію Євдоксію, що мала сильний вплив на імператора. Дійшло до того, що частина єпископів Церкви (тієї партії, що була незадоволена рішучою політикою Золотоустого з очищення Церкви та наведенню у її житті порядку), за підтримки імператриці, провела Собор в Дубі (передмісті Халкідона), на якому позбавила його сану патріарха. Народ тоді захистив улюбленого пастиря, прийшовши під мури імператорського палацу. Влада, боячись народного гніву, повернула святителя та скликала Собор у Константинополі, де відмінила всі постанови Собору в Дубі.

## Арешт, вигнання та смерть
Мир запанував ненадовго, через деякий час імператриця Елія Євдоксія знову зібрала на Собор невдоволених єпископів, які вимагали від імператора, щоб той своєю владою змістив патріарха. Зрештою, його заточили під домашній арешт, який він напередодні Пасхи порушив, аби хрестити новонавернених. Це ще більше розгнівило владу та дало підстави 9 червня 404 року арештувати та вислати його з міста. Спершу місцем його перебуванням влада визначила містечко Кукуз у Малій Вірменії. Здоров'я Івана було підірване, і під час конвоювання до чергового пункту заслання (Піфіунт, чи Піціус, нині — Піцунда) він помер 14 вересня (за старим стилем) 407 року у страшних фізичних муках, але сильний духом із словами на устах: «Слава Богові за все!»[джерело?]. Святий Іван Золотоустий, як твердять дослідники його життя, був єпископом 9 років і майже 7 місяців, з яких 3 роки та 3 місяці провів у вигнанні. Місцем його смерті вважають Комани Понтійські (біля сучасного с. Гюменек поблизу м. Токат, Туреччина), Понт.

## Повернення мощей до Константинополя
437 року жителі Константинополя, разом із тодішнім патріархом Проклом, зажадали повернути мощі архієпископа Івана Золотоустого до столиці. Тоді імператором Візантії був уже син Євдоксії — Федосій II. Він підтримав ідею повернення тіла святого та разом із сенатом вийшов зустріти царську колісницю з ним. Федосій зняв із себе всі відзнаки імператорської влади та підійшовши до священного тіла архієпископа покрив його своєю порфірою. Він звернувся до Золотоустого з молитвою, просячи простити його матір і батька. Під час зруйнування Константинополя латинянами, мощі Івана Золотоустого були переправлені до Риму, де зберігаються й донині.

## Поширення творів на Русі
У Київській Русі, а пізніше і на території України, твори Івана Золотоустого, в корпусі християнської релігійної літератури з'явилися досить давно та набули великої популярності. Предки українського народу їх переписували та переплітали у збірники «Златоструй», «Ізмарагд» (XIV—XVII ст.). В Європі численні промови святителя Івана були писані та друковані латиною, як тільки з'явилася писемність в Україні, були перекладені на слов'янську мову майже одночасно зі Святим Письмом і богослужбовою літературою. Відомо, що досить значне зібрання творів Золотоустого перекладене на церковно-слов'янську мову в XVII сторіччі у Києво-Печерській Свято-Успенській лаврі. Це були проповіді на Послання святого апостола Павла, що перевидані в синодальній друкарні 1894 року. Про те, що українці з великою увагою ставилися до творчого спадку святителя Івана може свідчити те, як часто митрополит Київський і Галицький св. Петро Могила посилався на нього в своєму знаменитому Катехізисі 1645 року.
Серед святих отців древньої Церкви були й інші проповідники та освічені духовні письменники, але для віруючих важливим було те, що «св. Іван Золотоустий своїм життям і смертю залишив приклад, як треба жити з Богом, як можна досягнути святості, щоб вічно жити на небі й на землі. У численних творіннях святителя і в його житті знаходяться відповіді на запитання „чому“, яке ми часто ставимо собі і яке ставлять нам. Чому так, а чому не інакше?», — говорив Патріарх Київський і всієї Русі-України Філарет. Для людей менш релігійних причиною його популярності став беззаперечний талант красномовця та полеміста, навіть на тлі, тогочасного розквіту ораторського мистецтва, заснованого на найкращих античних традиціях. По-друге, народна любов, тісно пов'язана з тими ідеями та авторськими інтерпретаціями вже відомого, які проніс через усе своє життя Золотоуст.

## Характеристика поглядів
Характеризуючи його, як церковно-суспільного діяча, насамперед слід відзначити, що діяльність, ведена ним, завжди була надзвичайно соціальною. Дехто, характеризуючи погляди, називає Золотоустого соціалістом у сучасному європейському розумінні цього слова. Він не був лише внутрішньоцерковним філософом, замкненим на тонкощах догматики; погляди архієпископа стосувалися і суспільних речей. Іван усе своє життя залишався місіонером, звертався до людей поза стінами храму. Святитель якось навіть сказав, що якщо «не можна бути благочестивим, живучи в місті, то невелика честь християнським уставам, коли потрібно для них покинути місто та бігти до пустелі».
Доречно зауважити, що коли говориться про «ідеї» Золотоустого, то слід мати на увазі думку багатьох дослідників його життя про те, що він не був самостійним мислителем у царині християнської догматики, яка в той час ще продовжувала формуватися. Святитель тільки розвивав, поглиблював і популяризував розроблені концепції. Такий підхід до розуміння Івана Золотоустого є тим, що в сучасній теорії права зветься «тлумаченням норм права» і пов'язаний із специфікою його освіти. Теорія права під тлумаченням норм права (або інтерпретацією норм права) розуміє розумову інтелектуальну діяльність суб'єкта, пов'язану зі встановленням їх точного значення (змісту). Тлумачення норм права складається з двох елементів: з'ясування (розкриття значення юридичних норм «для себе») і роз'яснення (розкриття значення юридичних норм «для інших») (7). Отож є підстави вбачати у специфіці творчого підходу Золотоустого до християнського віровчення елементи юридичної методології. Він тлумачив церковні приписи та настанови так, як це робили адвокати з нормативними актами того часу.
Можна з упевненістю говорити про значний вплив проповідництва Золотоустого на розвиток європейської правової та політичної думки, особливо її гуманістичної складової. Саме в такому контексті можна шукати рецепцію його поглядів. Науковцям відомо, що у ставленні до земної влади Церква, за переконанням Золоустого, повинна мати дві функції: опікати бідних і нещасних (ця тема набула особливого поширення в його працях у останній період життя) і закликати державну владу, керівну верхівку суспільства жити за заповідями Божими. Він безкомпромісно вказував імператору та керівникам Візантії на всі моменти, коли вони діяли всупереч вченню Христа та закликав добровільно уникати всіх матеріальних надмірностей, дбаючи про бідних і таких, які потребують допомоги. Так само беззастережно боровся Золотоустий за те, щоб Церква максимально виконувала свої земні функції, як глава Константинопольської церкви, слідкував за тим, аби поведінка духовенства відповідала покликанню. Іван Золотоустий, ставши ченцем, а пізніше й Константинопольським патріархом, завжди залишався за своєю суттю адвокатом, тобто захисником. Він був свідомий свого високого покликання захищати бідних перед багатими, а тих й інших у молитвах перед Богом.

### Про Церкву
Немає нічого сильнішого за Церкву Христову. Хто захоче з нею боротися, той неминуче загине, це наче піти війною проти Неба.

### Про таїнства
Ні хрещення, ні відпущення гріхів, ні відання, ні прилучення до таїнств, ні священна трапеза, ні причастя тіла, ні прилучення до крові, і ніщо інше не може принести нам ніякої користі, якщо ми не станемо вести життя чесне, суворе і чуже усякому гріху.

### Про церковну музику
Тут не потрібно ні арфи, ні натягнутих струн, ні смичка, ні мистецтва, ні будь-яких музичних інструментів; але, якщо захочеш, можеш зробити самого себе гуслями, щоб убити члени плотські і налаштувати своє тіло згідно з душею.

### Про шляхи покаяння
…п'ять шляхів покаяння: перший — осуд гріхів, другий — прощення гріхів ближнім, третій — є в молитві, четвертий — в милостині, п'ятий — в покорі. Отже, не будь неробою, але кожен день проходь по всіх цих шляхах, тому що і шляхи зручні, і ти не можеш відговоритися бідністю. Ні, хоча б жив ти біднішими всіх, можеш і залишити гнів, і змиритися, і помолитися усередині, і засудити гріхи, — словом: бідність ні в чому цьому не стає на заваді. І що говорю про це, коли і на тому шляху покаяння, на якому потрібно витрачати гроші (маю на увазі милостиню), і там бідність анітрохи не перешкоджає нам виконати заповідь? Це показала вдова, котра поклала дві лепти (Мк. XII, 42). Отже, дізнавшись спосіб лікування наших ран, будемо постійно вживати ці ліки, щоб, відновивши в собі справжнє здоров'я, і скуштувати нам з відвагою священної трапези, і зустріти з великою славою Царя слави — Христа, і отримати вічні блага, благодаттю, і щедротами, і чоловіколюбством Господа нашого Ісуса Христа, котрим і з Яким слава, держава, честь Отцю зі пресвятим, і благим, і животворящим Духом, нині, і повсякчас, і на віки віків. Амінь.

### Про християнське життя
Кажу це, щоб ніхто не виставляв приводом [для уникнення християнського життя] ні дружини, ні дітей, ні воїнської служби, ні торгівлі, ні мистецтва, ні рабства, ні багатства, ні вбогості. Це — відмовки, це — приводи, це — підступні вигадки диявола.

### Про рівність
Оскільки рівність часто доводить до суперечок, Бог встановив численні види влади і підлеглості, як от між чоловіком і жінкою, між сином і батьком, між старцем і юнаком, рабом і вільним, між начальником і підлеглим, між учителем та учнем. Тож чому ти дивуєшся цьому відносно людей, коли Бог те ж саме влаштував і в тілі? І тут Він не всі члени влаштував однаково великими, але зробив один меншим, інший важливішим, один для управління, інший для підпорядкування.

### Про молитву
Молитва — це велика зброя, невичерпний скарб, багатство, що ніколи не зміліє, спокійне пристановище, несхитний затишок і корінь незліченних благ; і джерело, і матір є молитва: вона могутніша за саму царську владу. Молитвою ж я називаю не будь-яку, не недбалу і розсіяну, а полум'яну й многотрудну, що виходить зі зболеної душі й глибоко зосередженого розуму. Лишень така молитва сходить до неба.

### Про друзів
Неможливо, словами висловити, скільки задоволення приносить присутність друзів; це розуміють тільки ті, які це спробували. Від друга можна без докорів і просити про послуги, і приймати послуги. Коли вони наказують нам, ми їм вдячні, — і сумуємо, коли вони соромляться. У нас немає нічого, що не належало б їм. Часто, зневажаючи все мирське, ми, однак, не хочемо розлучитися із мирським життям тільки заради них.

### Про клятву
Переконаним противником принесення клятви був також свт. Іоанн Златоуст, який неодноразово висловлювався на цю тему, зокрема в тлумаченні Нагірної проповіді (його «Слово про тих хто клянуться».) Він пише у цьому творі наступне:
Не всякий, гріх тягне за собою однакове покарання; гріхи, які можуть бути легко виправлені, накликають на нас більше покарання; Ті що клянуться не можуть мати ніякого виправдання, крім лише зневаги до імені Божого. Я знаю, що здаюся вам вже тяжким і ненависним, докучаючи, мабуть, постійними умовляннями; і все ж не полишу докучати (вам), щоб ви, хоч засоромившись такого мого безстидства, відстали від поганої звички клястися… Отже, примусимо себе залишити звичку клястись та змінимось на краще.
Далі він говорить про Євангеліє і євхаристі., що на них неприпустимо давати клятви:
Що ти робиш, чоловіче? Клянешся біля священної трапези, і де лежить закланний Христос, там заколюєш свого брата? Розбійники хоч вбивають на дорогах; а ти на очах у матері вбиваєш її сина, здійснюючи злочинніше вбивство, ніж Каїн; той убив брата в пустелі теперішньою смертю, а ти вбиваєш брата серед церкви смертю майбутньою. Хіба церква існує для того, щоб ми клялися в ній? Для того вона, щоб ми молилися в ній. Хіба священна трапеза стоїть для того, щоб змушувати перед нею клястися? Для того стоїть вона, щоб ми розв'язували наші гріхи, а не пов'язували. Засоромся, якщо не чогось іншого, то хоч тієї самої книги, яку протягуєш для клятви; розкрій Євангеліє, яке тримаючи в руках, ти наказуєш, щоб клястися, і почувши, що там заповідає Христос щодо клятв, затремти і відмовся від своєї вимоги. Що ж говорить Він там про клятви? «А Я кажу вам не клястися зовсім» (Мф. 5:34). А ти той самий закон, який забороняє клястися, робиш свідком клятви? Яке образа! Яке протизаконня! Адже ти робиш те ж саме, як якщо б узяв в свої спільники законодавця, який забороняє вбивати, і в його присутності велів вбити.
Далі святий розповідає про Історію Іонафана і його батька Саула, який поклявся що військо не буде їсти поки не вб'є ворога. (1 Цар. 14:24 і далі). В кінці Іоан Златоуст підсумовує:
Чи бачиш і насильство, і синовбивство, і батьковбивство, і міжусобну війну, і сварку, і вбивства, і потоки крові, і тисячі трупів через одну клятву? Бачиш, які ями погибелі вчинила клятва? Отже, щоб і з нами не трапилося того ж, що і з ними, відстанемо від поганої звички клястися, щоб, залучивши цим благовоління Боже на себе, і справжнє життя безпечно пройти, і удостоїтися майбутніх благ, благодаттю і людинолюбством Господа нашого Ісуса Христа, якому слава і держава, з Отцем і пресвятим Духом, нині, і повсякчас, і на віки віків. Амінь.

## Цікаві факти
Ім'я святого Івана Золотоустого є в повному імені Моцарта. 28 січня 1756 року Моцарт був хрещений в Зальцбурзькому соборі святого Руперта. Запис у книзі хрещень дає його ім'я на латині як Johannes Chrysostomus Wolfgangus Theophilus Mozart. Перші дві складові повного імені — ім'я святого Івана Золотоустого.

## Вшанування пам'яті
Святителю присвячено багато храмів, зокрема:
- Храм святого Іоана Золотоустого (Львів)
- Церква Святого Іоана Златоуста (Ялта)
- Храм святого Івана Золотоустого (Луцьк)
- Храм святителя Іоана Золотоустого (Чернівці)

Знищені:
- Церква Іоана Златоуста (Залізна церква) в Києві
- Церква Іоана Златоуста (Старий Київ)
- Церква Іоана Златоуста в будинку релігійно-просвітницького товариства

У 2024 в місті Кривий Ріг вулицю Дмитра Донського перейменували на вулицю Святителя Івана Златоуста.